# 広橋兼勝
広橋 兼勝（ひろはし かねかつ）は、安土桃山時代、江戸時代初期の公家、歌人。藤原北家日野流。父は広橋国光、母は高倉永家の娘。兄の日野輝資が本家筋の日野家を継いだことで兼勝が広橋家の嫡子（跡取）となった。号は後是称院。一字名は貢。法名は快寂。官位は従一位・内大臣。勧修寺光豊とともに江戸幕府初代の武家伝奏（慶長8年（1603年） - 元和5年（1619年））。

## 経歴
永禄5年（1562年）12月6日の従五位下の叙位に始まり、永禄8年（1565年）1月6日正五位下、永禄12年（1569年）1月10日に右少弁、天正2年（1574年）3月28日に左少弁、天正4年（1576年）12月18日に正五位上まで進み、天正5年（1577年）には1月18日に右中弁、28日に従四位下、2月8日に従四位上になり蔵人頭に任命、11月20日に正四位下となった。天正6年（1578年）1月6日に正四位上、天正8年（1580年）1月5日に参議兼左大弁、1月20日には従三位に上った。
天正10年（1582年）1月19日に権中納言、天正11年（1583年）1月5日に正三位、天正14年（1586年）1月5日に従二位、慶長2年（1597年）1月11日に権大納言となり、翌慶長3年（1598年）10月13日に正二位となった。
慶長8年（1603年）、徳川家康に征夷大将軍の内示を与えた。同年2月12日から没するまで武家伝奏に任じられ、公家の中でも最も武家寄りの行動をとり、朝廷と幕府の融和に努めた。大坂冬の陣でも家康と豊臣秀頼の和睦を尽力する。しかし慶長14年（1609年）には、猪熊事件に関与した娘の広橋局が伊豆新島に配流、兼勝も事件が発覚した7月4日以後は謹慎していたが、娘の処分が確定した10月以後は復帰している。慶長8年の家康参内以来、武家昵近衆として将軍との諸礼に出仕、朝廷内の政務・儀式に通じた実務官僚の1人として、朝廷と家康を結ぶパイプ役としての役割も果たした。昵近衆には他に兄輝資・甥の日野資勝、息子の広橋総光なども選出されている。
慶長15年（1610年）に後陽成天皇の譲位が話題になると、同じく武家伝奏の勧修寺光豊と共に京都所司代板倉勝重と駿府下向について相談したり、駿府の家康から天皇へ申し入れた譲位に関する書状を受け取り、京都へ戻ると書状を天皇へ披露した。慶長18年（1613年）4月9日に勝重と共に駿府へ再下向して公家衆法度の作成に関わり、6月16日に制定された公家衆法度を家康から渡されると、帰京して7月12日に法度を公家衆に披露した。慶長19年（1614年）3月と4月に勅使として家康および子の2代将軍徳川秀忠の官位昇進、秀忠の娘和子（東福門院）の入内宣旨を伝えたり、元和元年（1615年）7月17日に禁中並公家諸法度を公家衆の前で読み上げる役目を果たした。翌元和2年（1616年）に危篤となった家康の太政大臣任官を朝廷に伝えるため、駿府と京都を往復したこともあった。
元和4年（1618年）11月14日に内大臣となるが翌元和5年（1619年）2月17日に辞職、元和6年（1620年）閏12月11日に従一位に叙せられた。元和8年12月18日（1623年1月18日）に薨去、享年65（満年齢64）。
死去に際して『春日社司中臣祐範記』には「叡慮悉皆御執権、出頭無双之伝奏也」とあり、その権勢は絶大だった。一方で元和5年9月、秀忠の命による公家の万里小路充房、四辻季継・高倉嗣良兄弟の流罪、中御門宣衡、堀河康胤、土御門久脩の出仕停止処罰（およつ御寮人事件）で、武家の朝廷への圧力に反発する後水尾天皇の側近公家衆より「広橋内府ハ 三百年以来之奸佞之残賊臣也、於唐土趙高・季（李）斯、於本朝者イルカ（入鹿）・守屋之臣倍セル者也」（『泰重卿記』）と厳しく評された。
岩佐又兵衛作『洛中洛外図屏風』（舟木本）に描かれていることが歴史学者黒田日出男により明らかにされ、左隻の二条城の大手門を潜ろうとしている公家が兼勝と特定された。慶長18年7月3日、兼勝と共に公家衆法度の作成に尽力した勝重から振舞いに招かれた所が描かれたのだと推測されている。また、勝重も二条城で訴訟を主宰し、女の訴えを聞いている場面を描かれ、勝重の次男板倉重昌も左隻の中心軸上に描かれている印象的な武家行列の主として描かれている。

## 人物
茶の湯を古田織部に学んでいる（『茶人系譜』）。

## 系譜
- 父：広橋国光（1526-1568）
- 母：高倉永家の娘
- 妻：烏丸光康の娘
  - 男子：広橋総光（1580-1629）
- 生母不明の子女
  - 男子：油小路隆基
  - 男子：鷲尾隆量（1606-1662） - 鷲尾隆尚の婿養子
  - 男子：新遍
  - 男子：観助
  - 女子：広橋局
  - 女子：樋口信孝正室
  - 女子：中御門宗保室
  - 女子：裏辻季福室
  - 女子：松木宗保室

## 登場作品
- 葵 徳川三代（2000年、NHK大河ドラマ、演：石橋雅史）